# فيلق جوي
وحدة الطيران العسكرية هي وحدة مرتبطة بالطيران تابعة لجيش دولة، توصف أحيانًا بأنها فيلق جوي. عادة ما تكون هذه الوحدات منفصلة عن القوات الجوية المخصصة لدولة ما، وعادة ما تتكون من طائرات هليكوبتر وطائرات ثابتة الجناحين. قبل إنشاء القوات الجوية الوطنية المنفصلة، كان لدى العديد من الجيوش وحدات طيران عسكرية، والتي مع زيادة أهمية الطيران، تم تحويلها إلى خدمات (أسلحة) مستقلة. نظرًا لأن الفصل بين جيش الدولة وسلاحها الجوي أدى إلى اختلاف في الأولويات، سعت العديد من الجيوش إلى إعادة إنشاء فروع الطيران الخاصة بها لخدمة احتياجاتهم التكتيكية على أفضل وجه.

## التاريخ
بدأ الطيران العسكري في البداية سواء تم إنشاء وحدات طيران تابعة للجيش أو البحرية كقوة للسماح للجيوش والبحرية بعمل ما تفعله بالفعل بشكل أفضل، وهذا يأخذ في الغالب شكل الاستطلاع والمدفعية، مما أدى إلى أول طائرة مقاتلة كان الغرض منها اسقاط طائرات استطلاع العدو وضرب المدفعية الخاص به، وحماية الطائرات الخاصة من اسقاطها. في هذه المرحلة، كان الغرض من الطائرات هو العمل كمساعد للجيوش التقليدية والأساطيل التي تعمل بالطريقة التقليدية. ومع ذلك، عندما أصبحت الطائرات أكثر تطوراً من الناحية التكنولوجية في فترة ما بين الحربين بدأوا يفكرون في القوة الجوية كوسيلة في حد ذاتها حيث يمكن توجيه الضربة الحاسمة بالقصف الاستراتيجي، وأكدت تجربة الحرب العالمية الثانية ذلك. ركزت القوات الجوية بعد الحرب العالمية الثانية مثل القوات الجوية الملكية والقوات الجوية الأمريكية المنشأة حديثًا على بناء قوات من قاذفات القنابل الاستراتيجية للهجوم والقوات المقاتلة للدفاع ضد قاذفات العدو. لا تزال القوات الجوية تدمج كمية كبيرة من المهام التكتيكية من خلال الحظر الجوي ومهام الدعم الجوي القريب.
من أجل الحصول على جيوش ذات قدرة دعم جوي قريبة سعت لتوسيع أو إنشاء أو إعادة إنشاء فروع الطيران التكتيكية الخاصة بها، والتي تتكون عادة من طائرات هليكوبتر، بدلاً من الطائرات الثابتة الجناحين.
مع تطوير المركبات الجوية بدون طيار، بدأت بعض الجيوش في استخدام طائرات بدون طيار صغيرة في ساحة المعركة، غير مرتبطة بوحدات طيران الجيش، ولكنها مرتبطة مباشرة بكتيبة المدفعية، وبأصغر وأخف الطائرات بدون طيار التي يتم نشرها من قبل فصائل المشاة الفردية لتوفير توقيت حقيقي للاستطلاع المحلي.

## مهام
يتم تحديد مهام وحدات الطيران لكل جيش بشكل مختلف قليلاً، اعتمادًا على البلد. تشمل بعض الخصائص العامة ما يلي:
- عمل هجومي تكتيكي ( مضادات الدروع والاعتداء الجوي ودعم ناري) [1]
- ISTAR ( الاستخبارات والمراقبة واكتساب الهدف والاستطلاع )
- الدعم اللوجستي وساحة المعركة
- النقل التكتيكي داخليا وخارجيا للأفراد والمواد
- البحث و الإنقاذ
- الإخلاء الطبي
- الاتصال
- الإغاثة في حالات الكوارث